# 保津車塚古墳
保津車塚古墳（ほづくるまづかこふん、案察使1号墳）は、京都府亀岡市保津町にある古墳。形状は前方後円墳。案察使古墳群を構成する古墳の1つ。史跡指定はされていない。

## 概要
京都府中部、亀岡盆地東縁の牛松山から延びる丘陵先端部の舌状台地上に築造された古墳である。一帯では本古墳を盟主墳とする古墳19基（前方後円墳1基・円墳18基）からなる案察使古墳群の分布が知られるほか、南東の丘陵においても保津山東古墳群19基の分布が知られる。現在までに墳丘は大きく削平を受けているほか、近年には発掘調査が実施されている。
墳形は前方後円形で、前方部を南方に向ける。墳丘は2段築成。墳丘表面には葺石が認められる。埴輪は認められていないが、木製品（盾形・蓋形木製品）が検出されている。墳丘周囲には周濠が2重に巡らされる（内濠は水濠、外濠は空濠か）。その他に出土品として須恵器（TK47-TK23型式）がある。
この保津車塚古墳は、出土須恵器等より古墳時代中期の5世紀後半-末頃の築造と推定される。亀岡盆地の首長墓としては、主に中期では一辺30-40メートルの方墳、後期では千歳車塚古墳（前方後円墳）の築造が知られるが、本古墳は方墳と並行する時期に前方後円墳として築造されており、当時の政治情勢を考察するうえで重要な古墳になる。また葺石・周濠を伴うが埴輪は伴わず、代わって木製品を伴う点でも特色を示す。なお本古墳の立地する案察使地区については、『続日本紀』養老3年（719年）7月13日条の按察使設置記事との関連から丹波国府または丹波国司館の所在推定地とする説がある。

## 遺跡歴
- 1998年度（平成10年度）、国営農地再編整備事業に伴う試掘調査（第1次調査）（亀岡市教育委員会、1998年に報告書刊行）[1]。
- 2001年度（平成13年度）、国営農地再編整備事業に伴う発掘調査（第2次調査）（京都府埋蔵文化財調査研究センター、2002年に概報刊行）[1]。

## 墳丘
墳丘の規模は次の通り。
- 古墳総長：約52.7メートル - 周濠を含めた古墳全長。
- 墳丘長：約36.0メートル
- 後円部 - 2段築成。
  - 直径：約26.8メートル
- 前方部 - 2段築成。
  - 幅：約20メートル
  - 長さ：約9.2メートル

墳丘はドーナツ状の土手状盛土ののちに内側に盛土をすることで構築される（西日本的工法）。

## 関連文献
（記事執筆に使用していない関連文献）
- 『市内遺跡発掘調査報告書 : 国営農地再編整備事業関連遺跡発掘調査 保津車塚古墳・出雲遺跡』亀岡市教育委員会〈亀岡市文化財調査報告書 第45集〉、1998年。